# Alfred Binet
Alfred Binet (Nice, 8 de julho de 1857 — Paris, 28 de outubro de 1911.) foi um pedagogo e psicólogo francês que ficou conhecido por sua contribuição no campo da psicometria, sendo considerado o inventor do primeiro teste bem-sucedido de inteligência, a Escala Binet-Simon, que serviu de base para vários dos atuais testes de QI.

## Biografia
Filho de um médico e de uma pintora, Alfred Binet nasceu em 8 de julho de 1857 em Nice. Seu pai e seu avô eram, ambos, médicos. Seus pais separaram-se quando ele ainda era criança, tendo sido criado pela mãe, madame Moina Binet. Em 1872, entrou para o Licée Louis-le-Grand, onde se formou em 1875. Inicialmente, estudou direito e recebeu a licenciatura em jurisprudência em 1878. Entretanto, não permaneceu na área jurídica, pois foi influenciado pelos estudos de Jean-Martin Charcot (1825-1893)e se dedicou integralmente aos estudos médico-científicos no hospital da Salpêtrière, em Paris.
Por volta de 1880, passou a se interessar pela psicologia. Foi em 1894 que se licenciou em ciências naturais, não chegando a ser médico. Seu primeiro interesse foi a experimentação com métodos de associação de ideias, o associativismo, objeto de seu livro La Psychologie du raisonnement (1886).
Passou a trabalhar no laboratório de pesquisa de psicofisiologia da Sorbonne (1891) e foi nomeado seu diretor (1895), cargo que ocupou pelo resto da vida. Fundou o jornal L'Anne'e Psychologique (1895) para divulgar sua pesquisa e de seus associados. A partir de então procurou desenvolver testes de avaliação da inteligência e habilidades do indivíduo.
Criou com grande engenhosidade procedimentos simples que podiam ser aplicados a estudantes nas escolas primárias, desenvolveu testes que utilizavam não mais que papel e lápis, figuras e objetos portáteis. Com Théodore Simon (1873-1961), desenvolveu as escalas de Binet-Simon, para medir a inteligência de crianças, nas quais introduziu o conceito de idade mental.
Fundou a revista L'Année Psychologique (1895) e publicou "L'Étude expérimentale de l'intelligence" (1903), com base na observação das características mentais de suas duas filhas, e faleceu em 28 de outubro (1911). em Paris.
O uso que fez de pinturas, manchas de tinta, e outros recursos visuais levaram seus seguidores ao desenvolvimento dos testes projetivos, nos quais as conclusões são tiradas da interpretação que a pessoa faz do material visual apresentado.

## Cronologia biográfica
- 1857: Nascimento de Alfred Binet em Nice, França.
- 1872: Entrada para o Licée le-Grand.
- 1875: Formou-se no Licée-le-Grand.
- 1878: Licenciou-se em Direito (jurisprudência).
- 1880: Publicação dos dois primeiros artigos sobre psicologia das sensações e das imagens, na Révue philosophique. Essa década testemunhou um poder de trabalho surpreendente, visando vários objetivos ao mesmo tempo
- 1884: Casamento de Binet. Início dos estudos em ciências naturais e iniciação na experimentação, na Sorbonne.
- 1885 e 1887: Nascimento das filhas de Binet (Madeleine(1885) e Alice (1887)). Desperta o interessa acerca da psicologia da criança e, em particular, a análise das diferenças individuais com relação ao patrimônio genético e à educação.
- 1890: Conhece Henri Beaunis, então dirigente do Laboratório de Psicofisiologia da Sorbonne. Binet propõe a H. Beaunis colaborar no laboratório o que foi aceite.
- 1892: estabelece seu primeiro contato com Théodore Simon que solicita os conselhos de Binet sobre a educação de crianças anormais das quais se encarrega. Forma-se assim, a dupla indissociável Binet-Simon.
- 1894: marcado por diversidade de interesses, atividades e realizações:
  - Doutoramento em ciências com a tese sobre Sistema nervoso subintestinal dos insetos;
  - Fundação do periódico L'année psichologique;
  - Publicação de Psicologia dos grandes calculadores e jogadores de xadrez;
  - Em colaboração com Beaunis e outros pesquisadores do laboratório, publica Introdução à Psicologia Experimental e diversos outros artigos sobre questões relacionadas à psicopedagogia.
- 1898: Início da participação na Sociedade Livre para o Estudo da Psicologia da Criança, criada por Ferdinand Buisson. Binet se tornou um dos principais entusiastas dessa sociedade.
- 1904: com seu colaborador T. Simon, Binet sugere a criação de uma comissão ministerial com o objetivo de examinar dois problemas: o diagnóstico dos estados de retardo mental e a educação de crianças anormais.
- 1905: Binet faz com que o centro de pesquisas situado em uma escola do bairro popular de Belleville, em Paris, seja reconhecido oficialmente como laboratório de pedagogia experimental.
- 1906 e seguintes: foram dedicados principalmente à finalização de suas escalas métricas de avaliação da inteligência.
- 1909 a 1910: Para atender a uma demanda do Ministério da Guerra, examina dezenas de soldados e aproveita para acrescentar ao seu teste o nível de adultos.
- 1911: No dia seguinte a uma reunião da Sociedade Livre para o Estudo da Psicologia da Criança sofreu uma congestão cerebral e morreu algumas semanas depois, no dia 28 de outubro de 1911, em Paris, aos 54 anos.
- 1971: Sessenta anos mais tarde, no dia 5 de junho de 1971, uma placa foi afixada no número 36 da Rue de la Grangeaux Belles, em Belleville. No fundo da sala onde ocorria a cerimônia de homenagem a Binet, estavam cerca de vinte idosos os quais tinham sido alunos que Binet examinou no começo do século.[3].

## Peças de teatro
Alfred Binet escreveu algumas peças de de teatro em colaboração com André de Lorde.
- L'Obsession (A obsessão)
- Une leçon à la Salpêtrière (Uma lição na Salpêtrière)
- L'Horrible Expérience (A horrível experiência)